# Struikrietzanger
De struikrietzanger of Blyths rietzanger (Acrocephalus dumetorum) is een zangvogel uit de familie van Acrocephalidae. De vogel werd in 1849 geldig beschreven door de Britse natuuronderzoeker Edward Blyth. Het is een kleine zangvogel die voorkomt in een groot deel van noordoostelijk Europa en West-, Midden en Zuid-Azië en die zijn broedgebied naar het westen lijkt uit te breiden.

## Kenmerken
De vogel is 12,5 tot 14 cm lang. De vogel lijkt sterk op de kleine karekiet (A. scirpaceus) en de bosrietzanger (A.palustrus). De struikrietzanger heeft een duidelijkere en lichtere wenkbrauwstreep. De handpennen zijn iets korter, de poten zijn donkerder en de kop is platter. Het beste kenmerk is echter de zang, die verschilt sterk van die van de bosrietzanger en de kleine karekiet. De vogel is veel minder gebonden aan rietvelden maar houdt zich op in ruige begroeiing met lage struiken en wilgen.

## Verspreiding en leefgebied
Deze soort komt voor in Afghanistan, Bangladesh, Bhutan, Estland, Finland, India, Iran, Kazachstan, Kirgizië, Letland, Litouwen, Mongolië, Myanmar, Nepal, Oezbekistan, Pakistan, Rusland, Sri Lanka, Tadzjikistan, Turkmenistan, de Verenigde Arabische Emiraten, Wit-Rusland en Zweden. Sinds de jaren 1960 vindt via de Baltische staten, Zweden, Denemarken en Noord-Duitsland een geleidelijke uitbreiding van het broedgebied plaats.

### Voorkomen in Nederland en Vlaanderen
In Nederland en Vlaanderen is de struikrietzanger een zeldzame, maar in aantal toenemende doortrekker. Nadat in 1998 bij Utrecht een mengbroedgeval van een struikrietzangermannetje met een bosrietzangervrouwtje is waargenomen, was er in de zomer van 2021 op Texel een eerste geslaagd zuiver broedgeval van de struikrietzanger voor Nederland

## Status
De struikrietzanger heeft een zeer groot verspreidingsgebied en daardoor is de kans op de status kwetsbaar (voor uitsterven) gering. De grootte van de wereldpopulatie werd in 2016 geschat op 20 tot 50 miljoen volwassen dieren. Men veronderstelt dat de soort in aantal vooruit gaat in geschikt habitat. Om deze redenen staat de soort als niet bedreigd op de Rode Lijst van de IUCN.